# فرودگاه زالینگی
فرودگاه زالینگی  (به انگلیسی: Zalingei Airport)  یک فرودگاه    است . این فرودگاه در  کشور سودان قرار دارد .